# Olderico Manfredo II de Turim
Olderico Manfredo II de Turim (Turim, 992 - Turim, 29 de Outubro de 1040) foi conde de Turim e marquês de Susa.

## Relações familiares
Foi filho de Manfredo I de Turim e de Prangarda. Casou com Berta de Este (980 - 1037), filha de Oberto II de Este, marquês de Milão, de quem teve:
1. Adelaide de Susa, herdeira de Turim (Turim, 1016 - Canischio, 19 de Dezembro de 1091)[2] casou por três vezes, a primeira com Hermano IV da Suábia, Duque da Suábia, a segunda com Henrique de Monferrato, marquês de Monferrato e a terceira com Otão I de Saboia[3], conde de Saboia e marquês de Turim.
2. Emíla de Susa ou também Aucilia de Lenzburg (? - 28 de Janeiro de 1078)[2], casada com Humberto I de Saboia[4].
3. Berta de Susa (? - 1050)[2].
4. Ermengarda de Turim [2] que casou duas vezes, a primeira com Otão III de Schwenfurt "o Branco", duque da Suábia, e a segunda com Ecberto I de Meissen, Marquês de Meissen.